# Tiroš
Tiroš (hebrejsky תִּירוֹשׁ‎, doslova „Víno“, v oficiálním přepisu do angličtiny Tirosh) je vesnice typu mošav v Izraeli, v Jeruzalémském distriktu, v Oblastní radě Mate Jehuda.

## Geografie
Leží v nadmořské výšce 153 metrů v zemědělsky využívané pahorkatině Šefela, nedaleko od západního okraje zalesněných svahů Judských hor, jižně od údolí potoka Sorek.
Obec se nachází 24 kilometrů od břehu Středozemního moře, cca 37 kilometrů jihovýchodně od centra Tel Avivu, cca 32 kilometrů západně od historického jádra Jeruzalému a 10 kilometrů západně od Bejt Šemeš. Tiroš obývají Židé, přičemž osídlení v tomto regionu je etnicky převážně židovské.
Tiroš je na dopravní síť napojen pomocí lokální silnice číslo 383.

## Dějiny
Tiroš byl založen v roce 1955. Novověké židovské osidlování tohoto regionu začalo po válce za nezávislost tedy po roce 1948, kdy Jeruzalémský koridor ovládla izraelská armáda a kdy došlo k vysídlení většiny zdejší arabské populace.
Mošav byl zřízen 7. června 1955. Jeho zakladateli byla skupina Židů z Maroka pocházející z vesnic v regionu Ait Bougmaze v pohoří Atlas, napojená na náboženskou sionistickou organizaci ha-Po'el ha-mizrachi.
Jméno vesnice je starším hebrejským výrazem pro víno (někdy překládáno i jako mošt) uváděným v Bibli, například v Knize Deuteronomium 28,51 - „Nenechá ti obilí ani mošt a olej, vrh tvého skotu ani přírůstek tvého bravu, dokud tě nevyhubí“

## Demografie
Podle údajů z roku 2014 tvořili naprostou většinu obyvatel v Tiroš Židé (včetně statistické kategorie "ostatní", která zahrnuje nearabské obyvatele židovského původu ale bez formální příslušnosti k židovskému náboženství).
Jde o menší obec vesnického typu s dlouhodobě mírně rostoucí populací. K 31. prosinci 2014 zde žilo 456 lidí. Během roku 2014 populace stoupla o 0,2 %.
| Rok            | 1961 | 1972 | 1983 | 1995 | 2001 | 2003 | 2004 | 2005 | 2006 | 2007 | 2008 | 2009 | 2010 | 2011 | 2012 | 2013 | 2014 |
| -------------- | ---- | ---- | ---- | ---- | ---- | ---- | ---- | ---- | ---- | ---- | ---- | ---- | ---- | ---- | ---- | ---- | ---- |
| Počet obyvatel | 391  | 526  | 408  | 370  | 403  | 417  | 419  | 424  | 436  | 425  | 419  | 428  | 450  | 452  | 453  | 455  | 456  |